# Хакон I Добрый
Хакон I Добрый (Хокон; норв. Håkon Adalsteinsfostre; 920—961) — король Норвегии с 934/935 года, младший сын Харальда Прекрасноволосого. Пришёл к власти, свергнув единокровного брата, Эйрика Кровавая Секира. Долго воевал с сыновьями Эйрика и погиб в одном из сражений. Стал главным героем «Саги о Хаконе Добром», вошедшей в состав «Круга Земного».

## Биография
Хакон вырос под покровительством английского короля Этельстана, что было частью мирного договора, заключённого его отцом. Английский король воспитал Хакона в христианском духе (скорее всего, отдал на обучение в аббатство Гластонбери в Уэссексе), крестил, а когда пришло известие о смерти его отца, снабдил его кораблями и воинами для похода против Эйрика Кровавая Секира, провозгласившего себя королём. По прибытии в Норвегию Хакон заручился поддержкой многих знатных людей, пообещав упразднить налоги на унаследованную собственность, взимавшиеся его отцом.
Свергнутый Эйрик Кровавая Секира бежал из Норвегии на Британские острова, где и был убит. Его сыновья заключили с датчанами союз против Норвегии, но потерпели ряд поражений от Хакона, который был успешным полководцем. Хакону удалось перезаключить договоры с ярлами Хладира, Мёре, Румсдалира, по которым был признан конунгом. Около 950 года учредил Гулатинг и Фростатинг (два из четырех главных тинга страны). Реформировал лейданг (систему военно-морского ополчения) в регулярный флот.
Согласно «Саге о Хаконе Добром» из сборника «Круг Земной», Хакон убивал викингов везде, где их только находил, как данов, так и вендов.
Неудачными стали попытки введения христианства. Строительство первых в Норвегии церквей вызвало сильное сопротивление у норвежской знати, которому Хакон не смог противостоять. В 961 году в битве у Фитьяра, в которой была добыта решающая победа над сыновьями Эйрика, Хакон был смертельно ранен. Его ближайшее окружение было настолько далеко от его христианской веры, что его придворный скальд Эйвинд Погубитель Скальдов сочинил стихотворение под названием «Речи Хакона», в котором описал встречу и прощение Хакона богами его предков в Вальхалле.
Наследником престола после братоубийственной войны стал третий сын Эйрика Харальд II Серая Шкура. Однако норвежцы, ненавидевшие его после долгих лет кровопролитных усобиц, несколько лет спустя приветствовали высадившихся в Норвегии датчан под предводительством короля Харальда I Синезубого, под покровительством которого Норвегией стал управлять ярл Хакон II Могучий.